# Augusta Holtz
Augusta Holtz est une supercentenaire germano-américaine, née le 3 août 1871 et morte le 21 octobre 1986 à l'âge de 115 ans. Elle est la détentrice du record mondial de longévité jusqu'au 20 août 1989, date à laquelle elle a été dépassée par l'américaine Easter Wiggins. 

## Biographie
Augusta Louise Hoppe est née à Czarnków dans l'Empire Allemand le 3 août 1871, en tant que fille de Michael et Wilhemina Hoppe. En 1873, alors qu'elle est âgée de 2 ans, elle déménage avec sa famille aux États-Unis, dans l'état de l'Illinois où son père possède une ferme. 
Elle se marie avec Edward Holtz en 1900. Le couple a par la suite quatre enfants. Veuve en 1923, elle déménage dans le comté de Saint-Louis, dans l'état du Missouri.
Augusta Holtz a conservé tout au long de sa vie sa mémoire et ses facultés cognitives, étant capable de réciter le nom de tous les présidents américains sous lesquels elle a vécu.
À l'âge de 114 ans, elle était confinée dans un lit d'hôpital et souffrait de problèmes de vue et d'ouïe. Mais, lors de ses 115 ans, elle fut décrite comme bavarde et pleine de vitalité,.  
Augusta Holtz est décédée le 21 octobre 1986 dans le centre gériatrique Sainte-Sophie à Florissant, au Missouri, à l'âge de 115 ans et 79 jours.

## Longévité
Le 17 décembre 1982, elle est devenue la personne d'origine allemande la plus âgée de tous les temps.
Après le décès de l'américaine Emma Wilson le 13 octobre 1983, Augusta Holtz est devenue la nouvelle doyenne des États-Unis et de l'humanité.
Le 18 juin 1985, elle atteint l'âge de 113 ans et 319 jours, devenant ainsi la nouvelle détentrice du record de longévité qui était auparavant détenu par l'américaine Eliza Underwood.
Lors de son décès, Augusta Holtz était l'être humain ayant vécu le plus longtemps de tous les temps, ainsi que la première personne à avoir officiellement atteint l'âge de 114 et 115 ans,.
Son record mondial de longévité fut battu par l'américaine Easter Wiggins le 20 août 1989.
Augusta Holtz détient toujours, depuis le 17 décembre 1982 (actuellement 15 564 jours), le record de la personne d'origine allemande la plus âgée de tous les temps et la seule à avoir célébré ses 115 ans.